# Región de Macedonia del Vardar

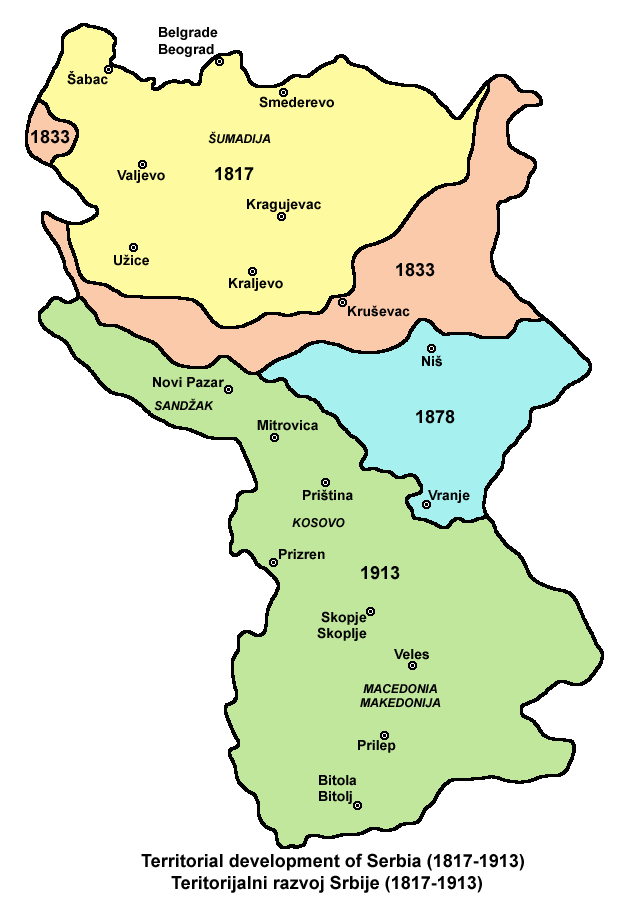
Serbia (1913)

La Región Macedonia del Vardar es un término que hacía referencia al territorio que corresponde a la actual Macedonia del Norte y que por tanto comprendía la parte norte de la región geográfica de Macedonia. No debe confundirse con la Macedonia griega. El nombre se emplea para reflejar la parte de Macedonia que el Reino de Serbia se anexó oficialmente al finalizar la segunda guerra balcánica, mediante la firma del Tratado de Bucarest de 1913. Su nombre hace hincapié en el río Vardar, el más importante de la región. Dicha zona poseía una superficie de 25,713 kilómetros cuadrados. Posteriormente en 1929 dicha tierra quedó constituida administrativamente como Provincia o Banovina de Vardar, en el periodo que el Reino de los Serbios, Croatas y Eslovenos se renombró de iure como Reino de Yugoslavia.